# 哈約韋 (海尼切斯克區)
46°19′33″N 34°47′36″E / 46.32583°N 34.79333°E
哈約韋（烏克蘭語：Гайове）是位於烏克蘭南部的村莊，由赫爾松州海尼切斯克區的海尼切斯克市镇負責管轄。該村始建於1924年，面積3.53平方公里，海拔高度20米，2001年人口103，人口密度每平方公里29.2人。